# 시직경
시직경(Apparent diameter), 시지름, 또는 각지름(Angular diameter)은 대부분 지구의 관측자가 본 천체의 겉보기 지름을 뜻하며, 각의 단위인 도(°), 분('), 초(″)로 나타낸다 (1°=60'=3600"). 지심(地心)과 천체와의 기하학적 관계에서 계산되는 값에 비하여, 시차(視差) ·대기차 또는 빛이 번지는 영향 등에 의하여 다소 다른 값을 나타낸다. 멀리 있는 물체가 더 작게 보이는 현상 때문에, 실제로 크기가 더 큰 천체가 관측자에 더 가깝게 위치한 작은 천체와 같은 크기로 보일 수 있다. 각크기, 겉보기 지름, 겉보기 크기 등으로도 부른다.
한국 외 국가뿐 아니라, 한국에서도 가깝게 볼 수 있는 달은 요철(불룩하게 튀어나온 봉우리) 때문에 엄밀히 시지름을 정의하기가 곤란하고, 경우에 따라서 여러 값을 정의해 채택하기도 한다.
예로 우리 태양계의 태양과 지구를 공전하는 달의 시지름은 약 0.5°, 안드로메다은하는 약 3°10′ x 10-4°이다. 천체의 모양이 편평타원체인 경우, 극(極)시지름과 적도 시지름이 구별된다. 천문학에서는 시지름의 반인 시반지름을 사용하는 일이 많다.

## 공식

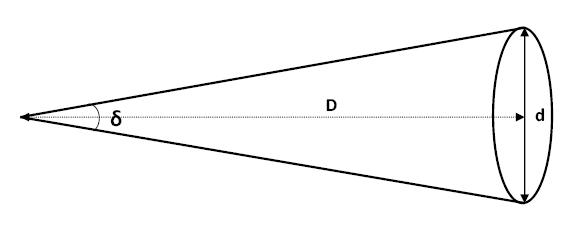
각지름을 구하는 공식을 위한 개념도

물체의 시지름을 계산하는 공식은 다음과 같이 나타낼 수 있다.
{\displaystyle \delta =2\arctan \left({\tfrac {1}{2}}\,d/D\right),}
{\displaystyle \delta }는 물체의 시지름, {\displaystyle d}는 겉보기지름, 그리고 {\displaystyle D}는 물체까지의 거리를 뜻하고 {\displaystyle d} 와 {\displaystyle D}는 서로 같은 단위로 표현된다. {\displaystyle D} 가 {\displaystyle d} 에 비해 매우 커지게 되면 {\displaystyle \delta }의 라디안 값은 공식 {\displaystyle \delta =d/D}으로 어림계산될 수 있다.
실제 지름이 {\displaystyle d_{\text{act}}} 인 둥근 물체가 있다면, 그것의 시지름은 다음 공식으로 풀이할 수 있다.
{\displaystyle \delta =2\arcsin \left({\tfrac {1}{2}}\,d_{\text{act}}/D\right).}
참고로 이 공식을 활용해보면, 비교적 가까이 위치한 둥근 물체에 한해서만 겉보기 지름 {\displaystyle d} 와 실제 지름 {\displaystyle d_{\text{act}}}의 차이가 의미있는 값을 가진다.

## 같이 보기
- 일식
- 슈퍼문